# The Plant List
The Plant List – anglojęzyczny projekt mający na celu zindeksowanie wszystkich rodzin, rodzajów, gatunków, podgatunków i odmian roślin: roślin naczyniowych, paprotników i mchów. Powstał dzięki współpracy  Kew Gardens i Missouri Botanical Garden. Dane są ogólnodostępne w internecie. Ich zapis był stopniowo standaryzowany i sprawdzany pod względem poprawności. Dane, uwagi i poprawki mogły być zgłaszane przez wszystkich botaników. 
Projekt wystartował w grudniu 2010, baza zaktualizowana została jednorazowo we wrześniu 2013, po czym pozostała już bez zmian. Baza The Plant List została wykorzystana do utworzenia nowego projektu World Flora Online (WFO) i do tego projektu kieruje użytkowników. Kew Gardens wystartowało w marcu 2017 z nową bazą taksonomiczną Plants of the World Online (POWO).
Baza danych The Plant List obejmuje wszystkie znane rośliny. Można ją przeszukiwać na trzech poziomach:
- nazwa taksonu (rodzina, rodzaj, epitet gatunkowy, taksony wewnątrzgatunkowe),
- autor nazwy (standardowe skróty),
- publikacja (nota bibliograficzną).
- wykaz wszystkich synonimów

Wykaz taksonów należących do danego rodzaju zawiera 5 kolumn.:
- Name. Zawiera nazwę taksonu wraz z autorem nazwy. Taksony uznane za obowiązujące są wytłuszczone.
- Status. Słowo Accepted oznacza, że ten takson został zaakceptowany, Unresolved oznacza, że takson nie został jeszcze zweryfikowany, Synonim – że ta nazwa jest synonimem taksonomicznym.
- Confifdence level. Gwiazdkami (od zera do trzech) zaznaczono poziom wiarygodności danego taksonu
- Source – źródło danych dla taksonu
- Date supplied – data weryfikacji taksonu

Baza The Plant List w momencie utworzenie zawierała 298,9 tys. zweryfikowanych nazw gatunkowych roślin, a po aktualizacji w 2013 – 350,7 tys.